# Vampire Academy
Cet article concerne la série littéraire de Richelle Mead. Pour le film de Mark Waters, voir Vampire Academy (film). Pour la série télévisée, voir Vampire Academy (série télévisée).
Vampire Academy (titre original : Vampire Academy) est une série littéraire fantastiques écrite par l'auteure américaine Richelle Mead.
La série de six romans raconte l'histoire de Rosemarie Hathaway, surnommée Rose, une jeune fille de dix-sept ans, dhampire, qui suit une formation pour devenir la gardienne officielle de sa meilleure amie Moroï, la princesse Vasilisa Dragomir. Tandis qu'elle apprend à combattre les Strigoï à l'académie Saint-Vladimir, Rose se retrouve prise dans une romance interdite avec son instructeur, Dimitri Belikov, tout en ayant un lien indissoluble et unique avec Lissa. L'histoire est racontée du point de vue de Rose. En raison de son lien mystérieux avec Lissa, elle est capable de se glisser dans son esprit, ce qui lui permet de lire dans ses pensées et de percevoir ses sentiments.
Les six romans de la série ont figurés sur la New York Times Best Seller list. Elle a été suivie par un spin-off intitulé Bloodlines, également composé de six romans. Vampire Academy a été adaptée deux fois à l'écran : au cinéma avec un film en 2014, puis en série télévisée en 2022 sur le service Peacock.

## Livres
Il y a six livres dans la série originale, qui sera suivie par une série spin-off, composé de six livres de plus. En décembre 2010, on comptait plus de 4,5 millions d'exemplaires de livres de la série Vampire Academy à l'impression et en 2013, plus de 8 millions d’exemplaires vendu dans 35 pays.
La série fait sa première apparition dans la New York Times Best Seller list en quatrième position avec la sortie de Baiser de l'ombre. Lors de la sortie de Lien de l'esprit en 2010, la série atteindra la première place de la liste.

### Livres dans l'ordre
1. Sœurs de sang, Castelmore, 2010 ((en) Vampire Academy, 2007)
2. Morsure de glace, Castelmore, 2010 ((en) Frostbite, 2008)
3. Baiser de l'ombre, Castelmore, 2011 ((en) Shadow Kiss, 2008)
4. Promesse de sang, Castelmore, 2011 ((en) Blood Promise, 2009)
5. Lien de l'esprit, Castelmore, 2011 ((en) Spirit Bound, 2010)
6. Sacrifice ultime, Castelmore, 2012 ((en) Last Sacrifice, 2010)

### SérieBloodlines(spin-off)
1. Bloodlines, Castelmore, 2012 ((en) Bloodlines, 2011)Réédité chez le même éditeur en 2014 sous le titre Noire Alchimie
2. (en) The Golden Lily, 2012
3. (en) The Indigo Spell, 2013
4. (en) The Fiery Heart, 2013
5. (en) Silver Shadows, 2014
6. (en) The Ruby Circle, 2015

## Personnages
Rosemarie « Rose » Hathaway : le personnage principal de la série. Rose est une dhampire (mi-humaine, mi-vampire) de dix-sept ans, et la meilleure amie de la princesse Lissa Dragomir. Deux ans auparavant, elle est brièvement morte dans le même accident que les parents et le frère de Lissa, mais cette dernière l'a ressuscitée inconsciemment, faisant d'elle une personne ayant reçu « le baiser de l'ombre ». Rose est ainsi revenue d'entre les morts. Elle absorbe la noirceur que Lissa crée en elle lorsqu'elle utilise son élément dans lequel elle s'est spécialisée, l'« esprit ». Ainsi, elle a un lien unilatéral avec Lissa, lui permettant de lire les pensées de Lissa, percevoir ses sentiments et voir à travers ses yeux. Sarcastique et l'esprit vif, Rose suit une formation pour devenir la gardienne de Lissa, tandis qu'elle tombe amoureuse de son mentor, Dimitri Belikov. Rose est décrite comme belle, avec une silhouette athlétique, mais sinueuse. Elle a une relation tendue avec sa mère, la célèbre gardienne Janine Hathaway. Elle est accusée du meurtre de la reine Tatiana à la fin du livre Lien de l'esprit, mais s'avère plus tard innocente, la véritable coupable étant Tasha Ozéra, la tante de Christian. Elle sort avec Adrian après son retour de Russie et nie ses sentiments pour Dimitri tout au long du livre Sacrifice ultime. Vers la fin du dernier livre, Rose est surprise par le fait que Dimitri éprouve toujours des sentiments pour elle. Celui-ci l'avait repoussée et nié ses sentiments, en redevenant un dhampir. Il culpabilisait pour tout ce qu'il avait fait lorsqu'il était Strigoï. Toutefois, ils se retrouvent une fois de plus. Elle perd finalement son lien avec Lissa dans le livre Sacrifice ultime, lorsque Rose meurt presque mais revient à la vie par elle-même, plutôt que ramenée par l'« esprit » de Lissa. La série se termine avec Rose qui entame officiellement une relation avec Dimitri.
Vasilisa « Lissa » Dragomir (Vasilisa Sabina Rhéa Dragomir) - Elle a dix-sept ans. C'est une princesse Moroï et la meilleure amie de Rose Hathaway. Lissa est la dernière vampire de sa lignée royale, les Dragomir, ce qui lui confère le titre de « princesse ». Sa famille, avec Rose, est décédée dans un accident de voiture quand elle avait quinze ans, mais elle a inconsciemment ramené Rose d'entre les morts, en créant un lien entre elles. Lissa est décrite comme belle, avec des cheveux longs couleur platine et des yeux vert jade. Son élément est très rare : en effet, chaque Moroï maîtrise l'un des quatre éléments - l'eau, la terre, le feu ou l'air - sauf Lissa qui maîtrise l'« esprit ». Comme Saint Vladimir, son élément est psychique et vient de l'esprit et de l'âme. Avant qu'elle ne quitte l'Académie, elle sortait avec Aaron, que Mia Rinaldi a commencé à fréquenter après son départ. Elle développe des sentiments pour Christian Ozéra dans Sœurs de sang et commence à sortir avec lui plus tard dans le même livre. Lissa découvre dans un autre livre, avoir une demi-sœur, Jill, par son père. Lisa est ensuite couronnée reine. Elle perd son lien avec Rose dans Sacrifice ultime, lorsque Rose est presque morte. La série se termine avec son couronnement comme reine.
Dimitri Belikov - Un dhampir très respecté, âgé de 24 ans, d'origine russe. Il est le gardien de Lissa, avec Rose. Dimitri a un léger accent russe, et il aime les western et les vieux romans occidentaux. Il est grand, a les yeux bruns, des cheveux jusqu'aux épaules, brun foncé et la peau tannée à cause de ses entraînements dehors. Il est parfois décrit comme un « dieu », en référence à sa réputation comme l'un des gardiens les plus qualifiés. Il est également le mentor de Rose. Il éprouve aussi des sentiments pour Rose, mais tente de rester en dehors d'une relation avec elle dans la plupart des tomes, car cela nuirait à ses fonctions de gardien et, lorsqu'il est dans ses moments « romantiques », il appelle Rose "Roza". Il devient un Strigoï à la fin de Baiser de l'ombre. Mais il est retransformé en dhampir par Lissa grâce à son élément, l'esprit, à la fin de Lien de l'esprit. Il devient de plus en plus déprimé après avoir été retransformé en dhampir, pris d'une grande culpabilité vis-à-vis des choses qu'il a faites alors qu'il était Strigoï. Il aide Rose à sortir de prison dans Sacrifice ultime et prend la fuite avec elle. Tout au long du voyage, il commence lentement à rouvrir son cœur et redécouvrir la vie et l'amour à nouveau. Bien que dans un premier temps il prétend avoir perdu son amour pour Rose, ils commencent une nouvelle relation à la fin du dernier tome, Sacrifice ultime.
Christian Ozéra - C'est le petit copain de Lissa. Il est mal vu par la société des Moroïs, car ses parents (Lucas et Moira) sont devenus des Strigoïs volontairement. Christian est un Moroï royal, qui a des idées radicales à propos de la lutte contre les Strigoïs. Il est spécialisé dans la magie du feu. Il est décrit comme étant grand avec des cheveux noirs et des yeux bleu cristal. Après que ses parents furent tués, il a été élevé par sa tante, Tasha Ozéra. À la fin du livre Sacrifice ultime, il est dévasté car il découvre que c'est sa tante qui a tué la reine Tatiana.
Adrian Ivashkov - C'est un Moroï royal et c'est le petit-neveu de la reine. Il a les cheveux bruns, des yeux vert émeraude et a des pommettes saillantes. Comme Lissa, c'est un spécialiste de l'esprit et il en subit les mêmes effets secondaires. Afin de les engourdir, il recourt à l'alcool et aux cigarettes. Lissa et lui commencent à explorer les différentes capacités des spécialistes de l'Esprit. Adrian a la capacité de « visiter les rêves », il l'utilise souvent pour visiter ceux de Rose. Il rencontre cette dernière pour la première fois à la station de ski dans Morsure de glace, où ses sentiments pour elle ne sont pas un secret. Il sort avec Rose dans Liens de l'Esprit, mais a le cœur brisé à la fin du livre Sacrifice ultime, lorsque Rose dévoile qu'elle aime toujours Dimitri et qu'elle est incapable de poursuivre leur relation.
Victor Dashkov - Un Moroï royal ayant la maladie de Sandovsky[Quoi ?]. Il est le père de Natalie et était un ami proche du père de Lissa. En raison de sa maladie, il n'a aucune chance de devenir le roi des Moroïs. Il a été emprisonné pour avoir torturé Lissa en essayant de guérir sa maladie avec l'esprit dans Sœurs de sang et est par la suite libéré de prison par Rose, Lissa, Eddie, et Mikhail dans Lien de l'esprit. Après une attaque de Strigoïs, ils perdent Victor et son frère Robert Doru dans un casino de Las Vegas. Rose le tue involontairement à la fin du livre Sacrifice ultime.
Natalie Dashkov - Une Moroï royale avec de longs cheveux, des yeux couleur verts et qui est spécialisée dans la magie de la terre[Quoi ?]. Elle est très maladroite et aussi très bavarde. Elle était bonne amie avec Lissa, mais se révèle complice de son père Victor. Elle devient plus tard une Strigoï pour sauver celui-ci de la prison de l'Académie. Dimitri la tue dans Sœurs de sang après qu'elle a essayé de tuer Rose.
Mason Ashford  - Un dhampir qui est l'un des meilleurs amis de Rose, et aussi un gardien novice comme elle. Il aide souvent Rose tout au long des livres. Il est d'ailleurs intéressé par cette dernière, et Rose tente une relation avec lui dans Morsure de glace. Il meurt dans ce même tome, tandis que ceux qui sont prisonniers, avec lui, des strigoï (Mia Rinaldi, Eddie Castile et Christian Ozéra) s'échappent. Son fantôme continue à aider Rose dans Baiser de l'ombre et trouve la paix à la fin de ce tome.
Mia Rinaldi - Une Moroï non royale dont l'élément est l'eau. Mia a une rancune contre Lissa (et par défaut, Rose) en raison de la manière dont le frère aîné de Lissa, André, lui a brisé le cœur. Elle est décrite comme ayant un visage doux et des cheveux blonds bouclés, ce qui lui donne un aspect enfantin et presque de poupée. Ses parents travaillent pour l'une des familles royales, mais elle préfère garder cela secret. Or, Mason l'apprend dans Sœurs de sang et le dit à Rose. Après avoir sauvé la vie de Rose contre un Strigoï dans Morsure de glace, elle finit par devenir amie avec celle-ci et Lissa.
Tasha Ozéra - Natasha « Tasha » Ozéra est la tante de Christian. Elle a les cheveux noirs, des yeux bleus, et tout comme son neveu, son élément est le feu. Elle a protégé et pris soin de Christian lorsque ses parents se sont transformés en Strigoïs. Elle a une cicatrice sur son visage, marque de sa lutte contre les parents de Christian, qui voulaient prendre Christian pour le transformer en Strigoï quand il serait plus grand. Elle est intéressée par Dimitri, et voulait avoir un enfant avec lui. Mais Dimitri ne partageait pas ses sentiments, étant donné qu'il est amoureux de Rose. Elle se révèle être la meurtrière de la reine Tatiana dans Sacrifice ultilme . Son motif est son aversion pour la loi sur l'âge - la reine Tatiana voulait que les dhampirs commencent leurs services à 16 ans au lieu de 18. Rose découvre plus tard que Tasha a toujours des sentiments pour Dimitri. Elle voulait que Rose soit accusée pour retenter sa chance auprès de lui.
Janine Hathaway - C'est la mère de Rose Hathaway. La célèbre gardienne. Elle est très petite, Rose est plus grande qu'elle. Elle a des cheveux roux bouclés, des yeux bruns et est très sévère. Elle est écossaise avec un accent. Elle apparaît dans Morsure de glace. C'est une Dhampir très connue, selon sa réputation, car elle a tué de nombreux Strigoïs. Sa relation avec Rose commence très tendue, mais s'améliore au fil de toute la série.
Ibrahim 'Abe' Mazur - C'est le père de Rose. C'est un mafieux turc bien connu parmi les Moroïs sous le nom de Zmei (serpent en russe). Il est grand aux cheveux noirs et est connu pour son goût des couleurs très vives et des foulards. Il possède une barbe et porte des boucles d'oreilles. Rose le décrit comme un « gangster pirate ». Il est gardé par deux Dhampirs et  passe des marchés, fait des affaires illégales et use souvent du chantage. Rose le rencontre lors de son voyage en Sibérie dans Promesse de sang, sans qu'elle sache qu'il est son père. Après que Rose a été accusée du meurtre de la reine Tatiana dans Lien d'Esprit, Abe propose d'être son avocat, malgré le fait qu'il n'en soit pas officiellement un.
Sydney Sage - Une alchimiste qui aide Rose à trouver la ville natale de Dimitri : Baïa, en Sibérie. C'est une humaine qui sait beaucoup de choses sur les Moroïs, les dhampirs et les Strigoïs. Mais elle ne les aime pas. Elle a de nombreuses astuces et techniques pour se débarrasser des corps des Strigoïs et est également équipée d'une potion spéciale qui peut faire disparaître le cadavre d'un Strigoï. Sydney aide Rose à s'échapper de prison et trouver la dernière Dragomir dans Sacrifice ultime.
La reine Tatiana Ivashkov - C'est la reine des Moroïs et des Dhampirs. Elle est assassinée dans Lien de l'esprit. Rose est accusée du meurtre de Tatiana, qui a en fait été tuée par Tasha Ozéra. Elle a également eu une relation secrète avec Ambroise et Blake Lazar. Elle n'apprécie pas beaucoup Rose, et ne se prive pas de le lui faire comprendre.
Jillian « Jill » Mastrano - Jillian Mastrano est une Moroï, une spécialiste de l'air et de l'eau qui étudie à Saint-Vladimir. Elle a 15 ans, les yeux verts et les cheveux bruns bouclés. Sa mère est une danseuse de ballet, elles vivent toutes deux à Ann Arbor, dans le Michigan. Jillian rencontre Rose dans Baiser de l'ombre, et lui demande de lui apprendre à se battre. Mais Rose lui conseille de demander à Christian Ozéra. Dans Sacrifice ultime, elle se révèle être la fille illégitime d'Eric Dragomir, donc la demi-sœur de Lissa. Elle aime Adrian.
Eddie Castile - C'est un Dhampir et l'un des plus proches amis de Rose après l'incident de Spokane[Quoi ?]. Il est loyal et, à partir de Morsure de glace, il mûrit beaucoup. Il était aussi le meilleur ami de Mason Ashford. Dans Le Dernier Sacrifice, il tue un Moroï pour défendre Lissa, il est jugé pour ses actes et compromet son avenir de gardien.

## Personnages secondaires
La principale Ellen Kirova - Principale de l'Académie Saint-Vladimir.
Alberta Petrov - C'est la cheffe des gardiens de Saint-Vladimir. Elle est au courant de la relation entre Dimitri et Rose.
Stan Alto - Gardien est professeur à l'académie. Il s'embrouille souvent avec Rose.
Aaron  - Ex-copain de Lissa. Mia et lui sortent ensemble pendant les deux d’absence de Lissa et Rose. Il réapparaît dans Promesse de sang en rattrapant Lisa qui tombait d'une table où elle dansait. Ils s'échangent même un baiser, alors que cette dernière sort avec Christian.
Ralf Sarcozy - Membre du club « Mana » et ami de Jesse. Ils invitent Christian à se joindre à leur club, mais ce dernier refuse. Plus tard, ils invitent Lissa à rejoindre aussi leur club. Lissa est d'accord, car elle se sert de l'invitation comme une chance pour les espionner. Après qu'ils l'invitent, ils l'attaquent, et Rose vient au secours de Lissa qui se fait torturer par Jesse et Ralf.
Jesse Zeklos - Il se fait attraper par Dimitri quand Rose et lui sont ensemble. C'est un membre du club « Mana ». Il aide Ralf à torturer Lissa dans les bois.
Dr. Olendzki - Une Moroï qui est docteur à l'infirmerie.
Deirdre - Psychologue de Rose dans Baiser de l'ombre et plus tard, psychologue de Lisa dans Promesse De Sang.
Robert Doru - C'est le demi-frère de Victor et c'est un spécialiste de l'esprit. C'est le premier Moroï qui ait trouvé le moyen de ramener un Strigoï en Dhampir ou en Moroï. Il fait sa première apparition dans Lien d'Esprit.
Daniella Ivashkov - C'est la mère d'Adrian. Elle accepte la relation de Rose et son fils. Il se trouve qu'elle sait que Jill est aussi une Dragomir.
Emily Mastrano - C'est la mère de Jill. C'est une danseuse ballerine. Quand elle était jeune, elle travaillait à Las Vegas en tant que danseuse, où elle a rencontré Eric Dragomir et a eu une brève liaison avec lui, c'est ainsi qu'est née Jill....
Sonya Karp - Ancien professeur à St-Vladimir. Elle est une spécialiste de l'esprit, puis elle se transforme en Strigoï après avoir perdu la raison. Elle est retransformée par Robert Doru dans Le Dernier Sacrifice et se remet avec son amant, Mikhaïl qui est un dhampir. Elle aide Rose et Dimitri à trouver l'enfant illégitime d'Eric Dragomir, Jill.
Mikhaïl Tanner (alias Tomas Sanders dans certains livres internationaux) - Gardien à la cour, ancien amant de Sonya Karp. Il apparaît dans Lien d'Esprit et Sacrifice ultime. Il ressort avec Sonya quand celle-ci est redevenue une Moroï.
Priscilla Voda - C'est la meilleure amie et confidente de la reine Tatiana. Elle apparaît dans Baiser de l'ombre, Promesse de sang et Lien de l'esprit. Elle est tuée par le clan Strigoïs de Dimitri dans Lien de l'esprit.
Ambrose - C'est un dhampir. Il apparaît dans Baiser de l'ombre et se trouve être l'amant de la reine. Apparaît aussi dans Promesse De Sang.
Rhonda - Une médium qui est à la cour royale. Elle est aussi la tante d'Ambrose. Elle apparaît dans Baiser de l'ombre.
Isaiah - Un ancien et puissant Strigoï qui capture Rose, Mason, Eddie, Mia et Christian. Il tue Mason dans Morsure de glace. Lui et Elena sont les premiers Strigoïs que Rose tuent.
Elena - Complice de Isaiah. C'est une nouvelle Strigoï. Elle est tuée par Rose dans Morsure de glace.
Olena Belikova - Mère de Dimitri. Apparaît dans Promesse de sang.
Viktoria Belikova - Sœur cadette de Dimitri. Elle s'entend très bien avec Rose, et la considère déjà comme sa sœur. Apparaît dans Promesse De Sang.
Karolina Belikova - Sœur aînée de Dimitri. Elle a un fils, Paul et une petite fille nourrisson, Zoya. Apparaît dans Promesse De Sang.
Sonya Belikova - Sœur de Dimitri. Apparaît dans Promesse de sang.
Yeva Belikova - Grand-mère de Dimitri. Elle a des visions et avait prédit la venue de Rose. Apparaît dans Promesse De Sang.
Oksana - Une autre spécialiste de l'esprit (de Russie). Vit avec son mari, Mark, qui est liée à elle. Tout comme Rose est liée avec Lissa. Elle crée une bague en argent pour Rose, infusée de pouvoir de l'esprit, pour l'aider à guérir les effets secondaires de l'utilisation esprit de Lissa que Rose absorbe. Elle apparaît dans Promesse De Sang.
Le principal Lazar - C'est le nouveau directeur dans Promesse de sang. Il a deux enfants; Avery Lazar, et Reed Lazar. Il quitte le poste après la folie de sa fille causée par l'esprit, conduisant à son hospitalisation dans un asile.
Avery Lazar - Une Moroï royale qui apparaît dans Promesse de sang quand son père prend la relève comme directeur de l'académie. Elle devient amie avec Lissa et Adrian et montre un intérêt particulier pour Adrian. Mais après avoir été dans la tête de Lissa, Rose comprend que Avery essaye de détruire la réputation de Lissa en lui faisant boire de l'alcool pour diminuer ses pouvoirs de l'esprit. Rose découvre aussi que Avery est une spécialiste de l'esprit qui veut tuer Lissa afin de pouvoir avoir un lien avec elle en lui donnant un « baiser de l'ombre ». Elle est aussi liée à son frère, Reed et son gardien Simon. Finalement, Avery perd complètement la tête à cause de son pouvoir de l'esprit. Elle finit à l'asile.
Simon - Gardien d'Avery. Il est lié à elle. Il est dit que Avery retrouve Simon mort alors que celui-ci participait à une bataille. Elle le ressuscite et il reçoit le « baiser de l'ombre ».
Reed Lazar - C'est le frère d'Avery. Reed est connu pour être très non-social la plupart du temps. Quand il parle, il est très impoli. Il apparaît dans Promesse de sang, quand son père est le nouveau directeur. Les rumeurs dit que Avery l'a tué, afin qu'il puisse recevoir le « baiser de l'ombre ».

## Mythologie
Dans l'univers de Vampire Academy il existe trois espèces différentes de vampires issues du folklore de Roumanie.
- Les Moroï : Les Moroï sont des vampires mortels, le soleil les gêne mais ne les tue pas, ils se nourrissent de sang mais ne tuent jamais et pour se nourrir ils utilisent des sources (des humains ayant choisi de donner leur sang). Chaque Moroï est spécialisé dans un élément (feu, air, eau, terre ou esprit) qu'ils peuvent utiliser grâce à leurs pouvoirs magiques. Il existe aussi deux genres différents de Moroï, les Moroï de sang royal et les Moroï roturiers. Les Moroï de sang royal sont séparés en 12 familles. Tous les Moroï sont gouvernés par une reine ou un roi.
- Les dhampirs : Mi-humain, mi-Moroï (même quand ils sont issus d'une relation entre un Dhampir et un Moroï), les dhampirs sont comme les humains, sauf qu'ils ont hérité de certaines aptitudes des vampires (les réflexes par exemple). Les Dhampirs reçoivent un entrainement toute leur scolarité pour devenir des gardiens. Une fois leur diplôme obtenu, ils reçoivent la marque de la promesse et un Moroï leur est attribué. Les gardiens protègent les Moroï des Strigoï. Mais certains Dhampir décident de ne pas devenir gardiens et tombent en disgrâce. Parfois, certains de ces Dhampir, des femmes en général, deviennent par la suite des "Catins Rouges". Il est impossible pour un dhampir d'avoir une descendance avec un autre dhampir ou un humain. La seule possibilité pour eux d'assurer la lignée sont les moroï. (Cela fait d'eux des dhampirs purs sang).
- Les Strigoï: Les Strigoï sont des créatures morts-vivantes et immortelles. Ce sont des vampires classiques : ils ne sortent que la nuit car le soleil les tue, ils ne pensent qu'à se nourrir de sang, ils sont très violents et rapides. Il existe trois solutions pour les tuer : leur couper la tête, les brûler ou leur planter un pieu en argent imprégné des pouvoirs magiques de plusieurs Moroï de spécialités différentes dans le cœur. Pour devenir un Strigoï il faut vider une personne de son sang ou mordre un Strigoi (pour les Moroï) ou qu'un Strigoi vide une personne de son sang puis lui fasse avaler son sang (pour un humain ou un Dhampir).

## Adaptations

### Film
En juin 2010, Preger Entertainment obtient les droits d'adaptation de la série Vampire Academy. Le 6 juillet 2010, ils ont annoncé que le producteur Don Murphy se joignait à eux pour les aider à adapter le premier volet sur grand écran. En décembre 2010, Mark Waters est annoncé comme réalisateur du film.
Le 1er février 2013, le casting pour les rôles principaux a été dévoilé. Zoey Deutch incarnera Rose Hathaway, Danila Kozlovski jouera Dimitri Belikov et Lucy Fry sera Lissa Dragomir. Le titre du film était Vampire Academy: Blood Sisters, mais il fut raccourci pour devenir Vampire Academy. Le tournage a lieu à Londres de mai à juillet 2013. Le film est sorti aux États-Unis le 7 février 2014 et en France le 5 mars 2014. Le film est un échec un peu partout dans le monde avec seulement 15 millions de dollars au box-office mondial.
Le 15 juillet 2014, les producteurs de la série au cinéma annoncent avoir réuni les fonds nécessaire pour adapter le deuxième volet de la série malgré l’échec du premier film. Du 6 août 2014 au 4 septembre 2014, une campagne de financement participatif est lancée sur le site Indiegogo pour permettre aux fans de participer au financement d'une partie du film. Si la somme est atteinte, les financiers déjà engagés par les producteurs financeront le reste du budget et le tournage du film commencera d'ici 2015. Le script du film est déjà prêt et a été écrit par Piers Ashworth, scénariste du film St Trinian's : Pensionnat pour jeunes filles rebelles. La campagne est un échec, elle ne récoltera seulement 254 500 dollars.

### Télévision
En mai 2021, il a été annoncé que Julie Plec (créatrice de The Vampire Diaries et du spin-off The Originals) et Marguerite McIntyre (d'Universal Television) allaient adapter Vampire Academy en série. Le service de streaming Peacock a pour le moment commandé 10 épisodes.
En janvier 2023, après seulement une saison, Peacock annonce l'annulation de la série.

### Roman graphique
En 2011, la série est adaptée en roman graphique par Leigh Dragoon et illustré par Emma Vieceli :
- Vampire Academy, Tome 1, Atlantic BD, 2013 ((en) Vampire Academy: A Graphic Novel, 2011)
- Vampire Academy, Tome 2 : Morsure de glace, Atlantic BD, 2014 ((en) Frostbite: A Graphic Novel, 2012)
- (en) Shadow Kiss: A Graphic Novel, 2013